# Pagodula carinatus
Pagodula carinatus là một fossil loài của ốc biển, là động vật thân mềm chân bụng sống ở biển trong họ Muricidae, họ ốc gai.
The names Trophon carinatus Jeffreys, 1883 and Trophon vaginatus auct. (not Cristofori & Jan, 1832), established for fossils, have been used during much of the 19th and 20th century to designate the Recent species now validly được gọi là Pagodula echinata (Kiener, 1840) of which they have become synonyms.